# Powstanie Lat-Dior
Lat Dior wstąpił na tron Kajoru w 1862 roku.
Bardzo szybko stracił władzę i musiał opuścić Senegal ścigany przez władze francuskie. Władzę odzyskał w 1870 roku korzystając z osłabienia Francji spowodowanego wybuchem wojny francusko-pruskiej. W roku 1882 przeciwstawił się budowie przez swoje terytorium linii kolejowej Saint Louis – Dakar. Rozpoczynają się walki trwające do 1886 roku, zakończone śmiercią Lat Dior w bitwie pod Dekhale.